# Spirits in the Material World
«Spirits in the Material World»  —en español: «Espíritus en el mundo material»— es una canción del trío de rock The Police. Fue escrita por Sting. Es la primera canción de su álbum de 1981 Ghost in the Machine. La canción cuenta con bajo, guitarra eléctrica, sintetizadores, batería, saxofón y voces. El ritmo es similar al estilo jamaicano Ska que cambia a rock en el coro. Fue lanzada como sencillo en 1982 alcanzando el #12 en el Reino Unido y el #11 en los Estados Unidos. Esta canción fue cantada ocasionalmente por Sting en su concierto de solista entre 1987 y 1990; sucesivamente también en el tour Broken Music de 1995.

## Músicos
- Sting - voz principal y coros, bajo, sintetizador y saxofón
- Andy Summers - guitarra eléctrica, sintetizador y coros
- Stewart Copeland - batería y coros

## Lista de canciones

### 7": A&M / AMS 8194 (RU)
1. «Spirits in the Material World» -2:59
2. «Low Life» - 3:45

### 7": A&M / AM 2390 (EE. UU.)
1. «Spirits in the Material World» - 3:01
2. «Flexible Strategies» - 3:44

## Posición en las listas musicales
| Lista (1981/1982)       | Mejor posición |
| ----------------------- | -------------- |
| Dutch Top 40            | 6              |
| French Singles Chart    | 4              |
| German Singles Chart    | 44             |
| UK Singles Chart        | 12             |
| US Billboard Hot 100    | 11             |
| US Billboard Top Tracks | 7              |